# Вероятностный метод
Вероятностный метод — неконструктивный метод доказательства существования математического объекта с заданными свойствами. В основном используется в комбинаторике, но также и в  теории чисел, линейной алгебре и математическом анализе, а также в информатике (например, метод вероятностного округления) и теории информации.
Метод состоит в оценке вероятности того, что случайный объект из заданного класса удовлетворяет нужному условию.
Если доказано, что эта вероятность положительна, то объект с нужными свойствами существует. 
Хотя доказательство использует вероятности, окончательный вывод делается определённо, без какой-либо неоднозначности.
К распространённым инструментам, используемым в вероятностном методе, относятся неравенство Маркова, неравенство Чернова и локальная лемма Ловаса.

## История
Наиболее известные применения этого метода связано с Эрдёшем. 
Тем не менее, вероятностный метод  применялся и до работ Эрдёша в этом направлении. 
Например, Селеш в 1943  использовал метод при доказательстве того, что существуют турниры, содержащие большое количество Гамильтоновых циклов.

## Примеры
Следующие два примера применения вероятностного метода обсуждаются в деталях в книге «Доказательства из Книги» Мартина Айгнера и Гюнтера Циглера.

### Нижняя оценка начисло Рамсея
Нам нужно доказать существование раскраски в два цвета (скажем, красный и синий) рёбер полного графа с {\displaystyle n}  вершинами (при не очень больших значениях {\displaystyle n}) такой, что не существует полного  монохроматического подграфа с {\displaystyle r} вершинами (то есть, с каждым ребром одного цвета).
Выберем цвета случайным образом. 
Цвет каждого ребра выбираем независимо с равной вероятностью красный или синий. 
Рассчитаем ожидаемое число полных монохроматических подграфов с {\displaystyle r} вершинами следующим образом:
Для любого набора {\displaystyle S} из {\displaystyle r} вершин нашего графа, определим значение {\displaystyle X(S)} равное 1, если каждое ребро с концами в {\displaystyle S} одного цвета, и 0 в противном случае. 
Обратите внимание, что число монохроматических {\displaystyle r}-подграфов это сумма {\displaystyle X(S)} по всем {\displaystyle S}. 
Для любого {\displaystyle S}, математическое ожидание {\displaystyle \mu } от {\displaystyle X(S)} это вероятность того, что все
{\displaystyle {r \choose 2}}
ребра в {\displaystyle S} имеют тот же цвет.
И значит  
{\displaystyle \mu =2\cdot 2^{-{r \choose 2}}.}
Множитель 2 появляется, потому что есть два возможных цвета.
То же самое справедливо для любого из {\displaystyle {n \choose r}}  возможных подмножеств с {\displaystyle r} вершинами. 
Так, что математическое ожидание суммы {\displaystyle X(S)} по всем {\displaystyle S} равно 
{\displaystyle M={n \choose r}\cdot \mu ={n \choose r}\cdot 2\cdot 2^{-{r \choose 2}}}
Сумма математических ожиданий равна ожиданию суммы (независимо от того, являются ли переменные независимыми). 
Иначе говоря {\displaystyle M} есть среднее число монохроматических {\displaystyle r}-подграфов случайно покрашенном графе.
Число монохроматических {\displaystyle r}-подграфов в случайной раскраске всегда будет целое число.
Поэтому если {\displaystyle M<1}, то по крайней мере в одной раскраске, не должно быть полных монохроматических {\displaystyle r}-подграфов.
То есть, если
{\displaystyle 2\cdot {n \choose r}<2^{r \choose 2},}
то 
{\displaystyle R(r,r)>n}
где {\displaystyle R(r,r)} обозначает число Рамсея для {\displaystyle r}. 
В частности,  {\displaystyle R(r,r)} растёт по крайней мере экспоненциально по {\displaystyle r}.

#### Замечания
- Приведённое доказательство дано Эрдёшем.[1]
- Этот метод не дает явный пример такой раскраски. Вопрос описания конкретного примера был открыт в течение более чем 50 лет.

### Построение графа без коротких циклов с большим хроматическим числом
Пусть даны целые положительные числа {\displaystyle g} и {\displaystyle k}.
Нам надо построить граф {\displaystyle G} со всеми циклами циклы длины не менее {\displaystyle g},
и при этом хроматическое число G как минимум на {\displaystyle k}.
Зафиксируем большое целое число {\displaystyle n}.
Рассмотрим случайный граф {\displaystyle G} с {\displaystyle n} вершинами, где каждое ребро в {\displaystyle G} существует с вероятностью p = n1/g−1.
Покажем, что следующие два свойства выполняются с положительной вероятностью
Свойство 1. {\displaystyle G} содержит не более чем {\displaystyle n/2} циклов длины меньше, чем {\displaystyle g}.
Точнее, вероятность того, что граф {\displaystyle G} имеет не больше чем {\displaystyle n/2} циклов длины меньше, чем {\displaystyle g} стремится к 1 при {\displaystyle n\to \infty }.
Доказательство. Пусть {\displaystyle X} — число циклов длины меньше, чем {\displaystyle g}.
Число циклов длины {\displaystyle i} в полном графе на {\displaystyle n} с вершинами равно
{\displaystyle {\frac {n!}{2\cdot i\cdot (n-i)!}}\leq {\frac {n^{i}}{2}}}
и каждый из них содержится в {\displaystyle G} с вероятностью pi.
Следовательно, по неравенству Маркова имеем
{\displaystyle \Pr \left(X>{\tfrac {n}{2}}\right)\leq {\frac {2}{n}}\cdot E[X]\leq {\frac {1}{n}}\cdot \sum _{i=3}^{g-1}p^{i}\cdot n^{i}={\frac {1}{n}}\cdot \sum _{i=3}^{g-1}n^{\frac {i}{g}}\leq {\frac {g}{n}}\cdot n^{\frac {g-1}{g}}=g\cdot n^{-{\frac {1}{g}}}=o(1).} ■
Свойство 2. {\displaystyle G} не содержит независимое множество размера {\displaystyle \lceil {\tfrac {n}{2k}}\rceil }.
Точнее, вероятность того, что граф {\displaystyle G} имеет независимое множество размера {\displaystyle \lceil {\tfrac {n}{2k}}\rceil } стремится к 1 при {\displaystyle n\to \infty }.
Доказательство. Пусть {\displaystyle Y} обозначает размер наибольшего независимого множества в {\displaystyle G}.
Очевидно, мы имеем
{\displaystyle \Pr(Y\geq y)\leq {n \choose y}(1-p)^{\frac {y(y-1)}{2}}\leq n^{y}e^{-{\frac {py(y-1)}{2}}}=e^{-{\frac {y}{2}}\cdot (py-2\ln n-p)}=o(1),}
когда
{\displaystyle y=\left\lceil {\frac {n}{2k}}\right\rceil .} ■
Поскольку {\displaystyle G} имеет эти два свойства, мы можем извлечь максимум {\displaystyle n/2} вершин из {\displaystyle G}, чтобы получить новый граф {\displaystyle G'} с {\displaystyle n'\geq n/2} вершинами, содержащий только циклы длины не более {\displaystyle g}.
Мы видим, что {\displaystyle G'} имеет независимый набор размера {\displaystyle \lceil {\frac {n'}{k}}\rceil }. {\displaystyle G'} может только быть разделён по крайней мере на {\displaystyle k} независимых множеств, и, следовательно, имеет хроматическое число, по крайней мере {\displaystyle k}.

#### Замечания
- Этот результат объясняет, почему вычисление хроматического числа графа является сложной задачей. Даже при отсутствии локальных причин (таких как малые циклы) хроматическое число может быть произвольно большим.

## Footnotes
1. ↑  Erdös, P. Some remarks on the theory of graphs. Bull. Amer. Math. Soc. 53, (1947). 292–294.